# Tom Ford (snooker)
Pour les articles homonymes, voir Ford (homonymie).
Tom Ford, né le 17 août 1983 à Glen Parva, Leicestershire, est un joueur de snooker anglais, professionnel de 2001 à 2002. Il redevient ensuite professionnel en 2003, et l'est encore aujourd'hui.
Avant 2024, ses meilleures performances se limitent aux tournois mineurs, avec deux victoires sur le championnat du circuit des joueurs (Épreuve 3 de Sheffield 2010 et Épreuve 5 de Sheffield 2011), ainsi qu'une demi-finale à l'épreuve finale du championnat du circuit des joueurs 2013. En tournoi classé, Ford a atteint trois finales, au Classique Paul Hunter 2016, au Masters d'Allemagne 2023 et au championnat international 2023. Il remporte enfin son premier tournoi classé lors du Snooker Shoot-Out 2024. Son meilleur classement mondial a été une 13e place, atteinte en mai 2024.

## Carrière

### Débuts professionnels (2007-2009)
En juniors, Ford affronte à de nombreuses reprises le futur no 1 mondial, Mark Selby. Il commence sa carrière professionnelle en 2001, évoluant principalement sur le circuit du challenge. Il dispute son premier tournoi comptant pour le classement lors de l'Open de Grande-Bretagne 2003. Ford y gagne son premier match en carrière, contre Ian McCulloch. En 2005, il réalise son premier quart de finale dans un tournoi classé, en battant l'Irlandais Ken Doherty, pour obtenir sa place en quart de finale. Il est ensuite battu par le septuple champion du monde, Stephen Hendry. Au Grand Prix 2007, Ford passe à deux doigts de dominer Ronnie O'Sullivan. Menant par 3 manches à 1, il finit par s'incliner 4-3. Ford compte également une victoire sur un tournoi pro-am ; l'Open d'Autriche 2007. Pour remporter l'épreuve, il a battu en finale son compatriote Stephen Lee, sur le score très serré de 5 manches à 4.

### Premières performances et confirmation difficile (2010-2014)
Au début des années 2010, Ford multiplie les apparitions dans les tournois les mieux dotés, et parvient parallèlement à s'imposer à deux reprises dans des tournois mineurs : une première fois contre Jack Lisowski en 2010 (Épreuve 3 de Sheffield), après avoir battu Stephen Lee et Mark Davis ; et une seconde fois en 2011, contre Martin Gould, lors de la manche décisive de la finale de l'Épreuve 5 de Sheffield. Là encore, il élimine des joueurs du top 16, tels que Judd Trump et Graeme Dott. Cette victoire lui permet d'atteindre le top 32 du classement pour la première fois. Ford fait ses débuts aux championnats du monde en 2010 : après une victoire 10-3 face à Judd Trump au dernier tour des qualifications, son parcours s'arrête au premier tour du tableau final, en étant battu par Mark Allen (10-4). Depuis, il compte deux autres participations à ce tournoi en 2014 et 2017.
En 2013, après une saison régulière sur le championnat du circuit des joueurs, où il termine à la 23e position de l'ordre du mérite, Ford est invité à disputer l'épreuve finale du circuit. Après des victoires successives sur Martin Gould, Jack Lisowski et Marco Fu, il est battu en manche décisive par Neil Robertson. En plus d'être sa toute première demi-finale en majeur, cette performance lui permet une place dans le top 25 du classement mondial pour la saison suivante.

### Première finale majeure et demi-finales régulières (2015-2021)

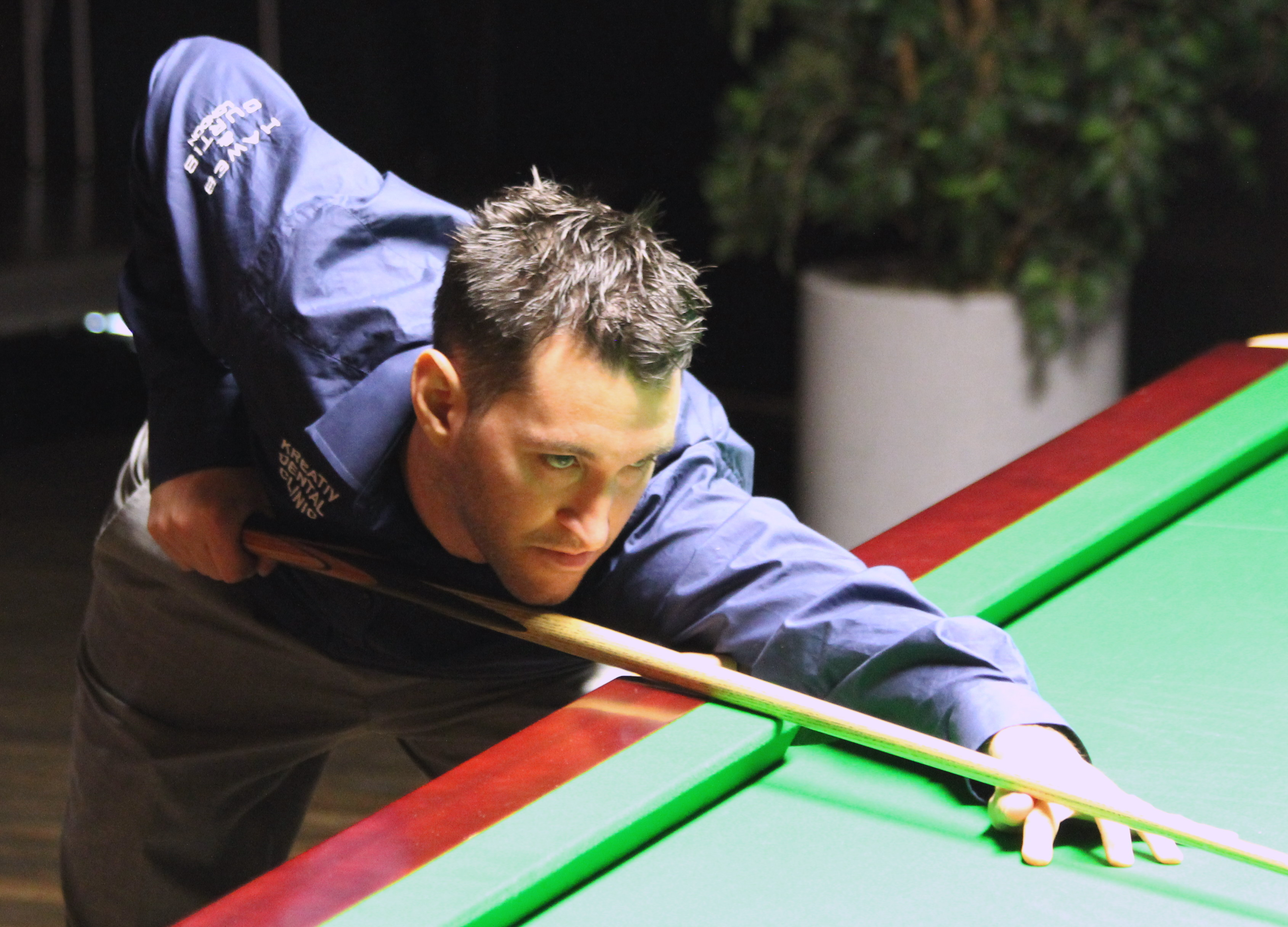
Tom Ford au Classique Paul Hunter 2015.

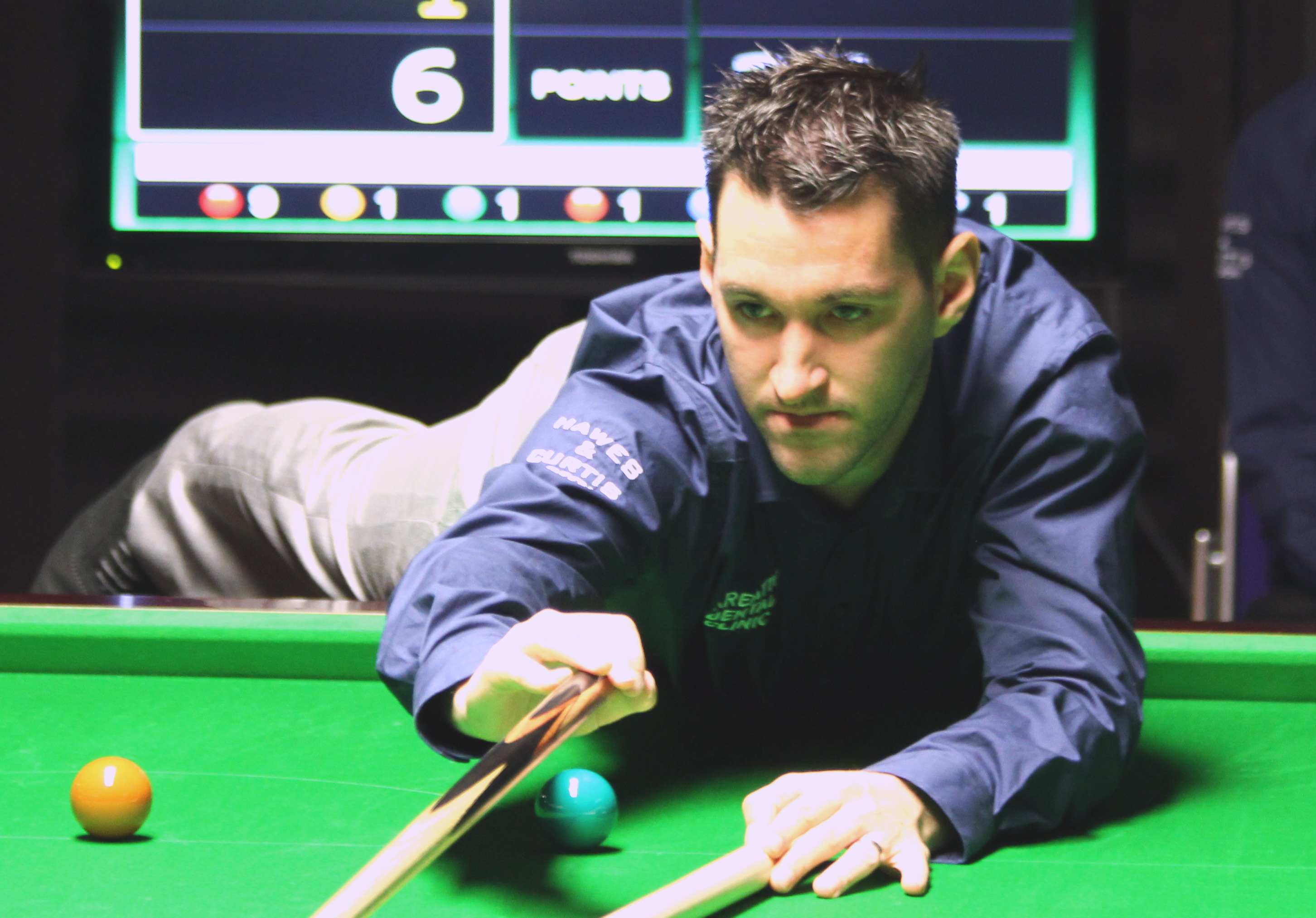
Tom Ford, utilisant le reposoir.

En 2015, Ford démontre de nouveau son potentiel sur une épreuve mineure, atteignant la finale de l'Open de Riga, qui deviendra l'année suivante le Masters de Riga (tournoi classé), mais il s'incline contre Barry Hawkins. L'année suivante, il atteint sa première finale majeure au Classique Paul Hunter 2016, mais il s'y incline face à un habitué des grands rendez-vous, en la personne de Mark Selby, par 4 manches à 2. Cependant, Ford ne s'en contente pas ; quelques mois après, il va jusqu'en quart de finale du Masters d'Allemagne. D'ailleurs, au cours du tournoi, Ford inscrit un break maximal de 147 points. La saison qui suit, Tom Ford atteint une nouvelle finale ; sa première en tournoi non classé, lors de l'Open de Haining. Il y est encore une fois dominé par un très solide Mark Selby. En toute fin de saison, il est quart de finaliste à l'Open de Chine ; battu par Barry Hawkins. 
En décembre 2017, il atteint sa première demi-finale sur un tournoi de la triple couronne. Il s'agit aussi de sa première demi-finale sur un tournoi classé depuis celle atteinte sur l'épreuve finale du championnat du circuit des joueurs 2012-2013. Ford empoche ainsi la plus grosse dotation de sa carrière dans un seul tournoi. Il atteint une autre demi-finale sur le circuit principal, lors de l'Open d'Angleterre. Ford perd cette demi-finale contre son compatriote David Gilbert (6-3). Au cours du tournoi, il signe aussi son cinquième 147 en carrière et son deuxième de la saison, contre Shaun Murphy, devenant par la même occasion seulement le septième joueur à dépasser la barre symbolique des cinq 147 en carrière. Cette même saison, il est demi-finaliste au Grand Prix mondial, avec notamment des victoires sur Stephen Maguire, Matthew Selt et Gary Wilson. Cette belle saison, aussi marquée par un quart de finale au championnat international, permet à Tom de se rapprocher de son meilleur classement de carrière. Il termine la saison par une quatrième qualification au mondial, s'inclinant seulement contre le tenant du titre (Judd Trump), par 10 manches à 8.
Tom Ford perd en demi-finale des Masters d'Allemagne 2021 face à Jack Lisowski et de l'Open du pays de Galles face à Mark Williams. Au troisième tour de ce tournoi, il écarte le no 6 mondial Kyren Wilson. Il prend ensuite sa revanche sur Jack Lisowski en huitième de finale. Il termine l'année en beauté avec un quart de finale au Grand Prix mondial, après des victoires face à John Higgins et Judd Trump. Battu par Mark Selby, il atteint ensuite le meilleur classement de sa carrière (20e).

### Meilleure période et premier titre classé (depuis 2022)
En novembre 2022, pour la deuxième fois de sa carrière, il se propulse en demi-finale du championnat du Royaume-Uni, faisant notamment tomber John Higgins au premier tour. Mais, comme en 2018, il peine à gérer ses émotions et s'incline assez logiquement contre Ding Junhui (6-3). Quelques semaines après, il tombe en finale du Masters d'Allemagne contre Ali Carter, sa deuxième finale majeure. En fin d'année, Ford réitère cette performance lors du championnat international. Opposé à Zhang Anda, nettement moins bien classé que lui en finale, il tombe une nouvelle fois sous le coup de la pression et s'incline sur le score de 10-6. Ce résultat lui permet d'intégrer le top 16 pour la première fois.
Après 23 années de carrière professionnelle, il remporte son premier tournoi classé lors du Snooker Shoot-Out 2024. Ford retourne la situation en finale pendant les ultimes secondes pour s'imposer sur le score de 31 points à 28.

## Palmarès

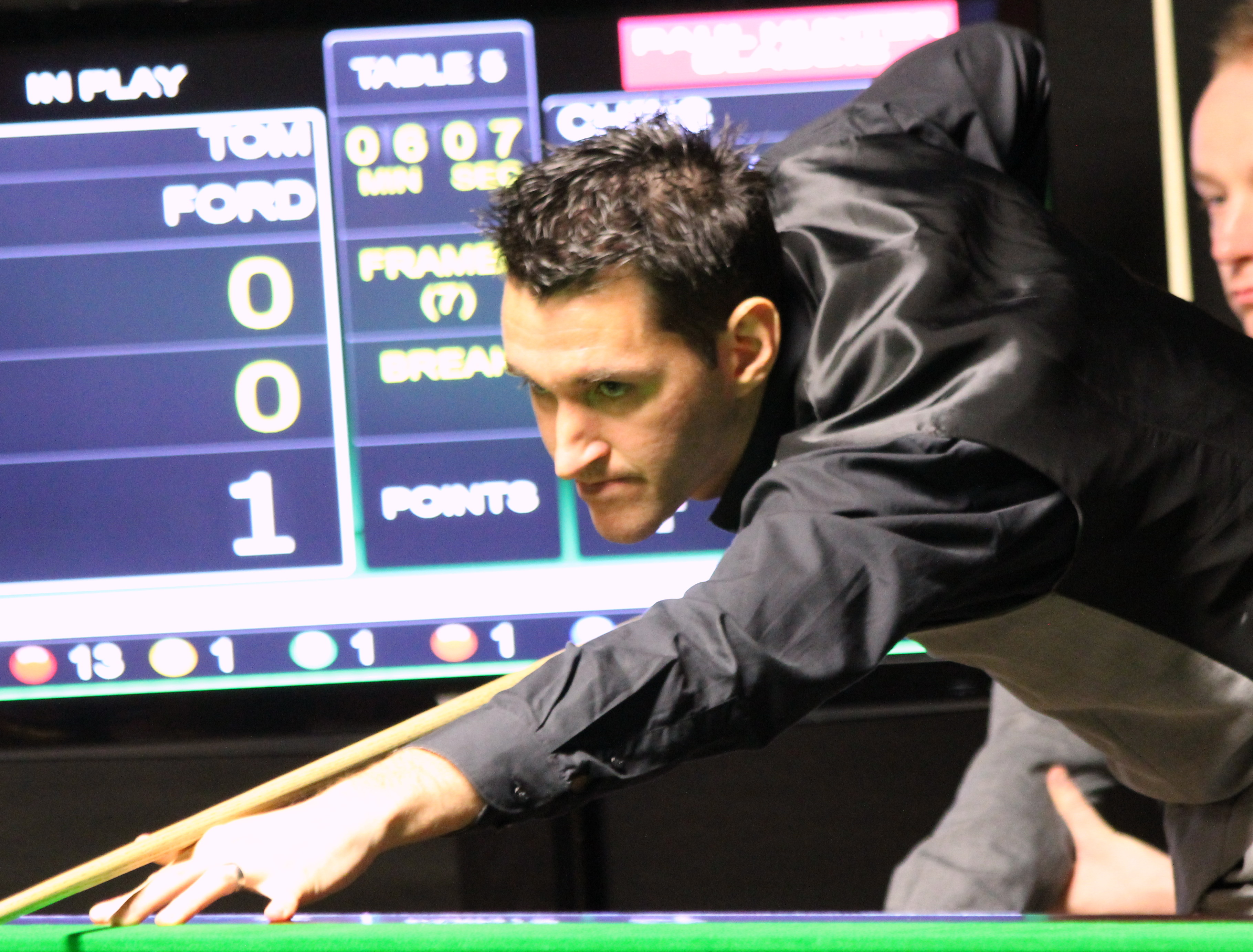
Tom Ford (2016).

| Légende | Catégorie                        | Titres                         | Finales                        |
|         | Tournois classés                 | 1                              | 3                              |
|         | Tournois classés mineurs         | 2                              | 1                              |
|         | Tournois non classés             | 0                              | 1                              |
|         | Tournois pro-am                  | 1                              | 1                              |
|         | Tournois du circuit du challenge | 0                              | 1                              |
| Gras    | Tournois de la triple couronne   | Tournois de la triple couronne | Tournois de la triple couronne |

### Titres

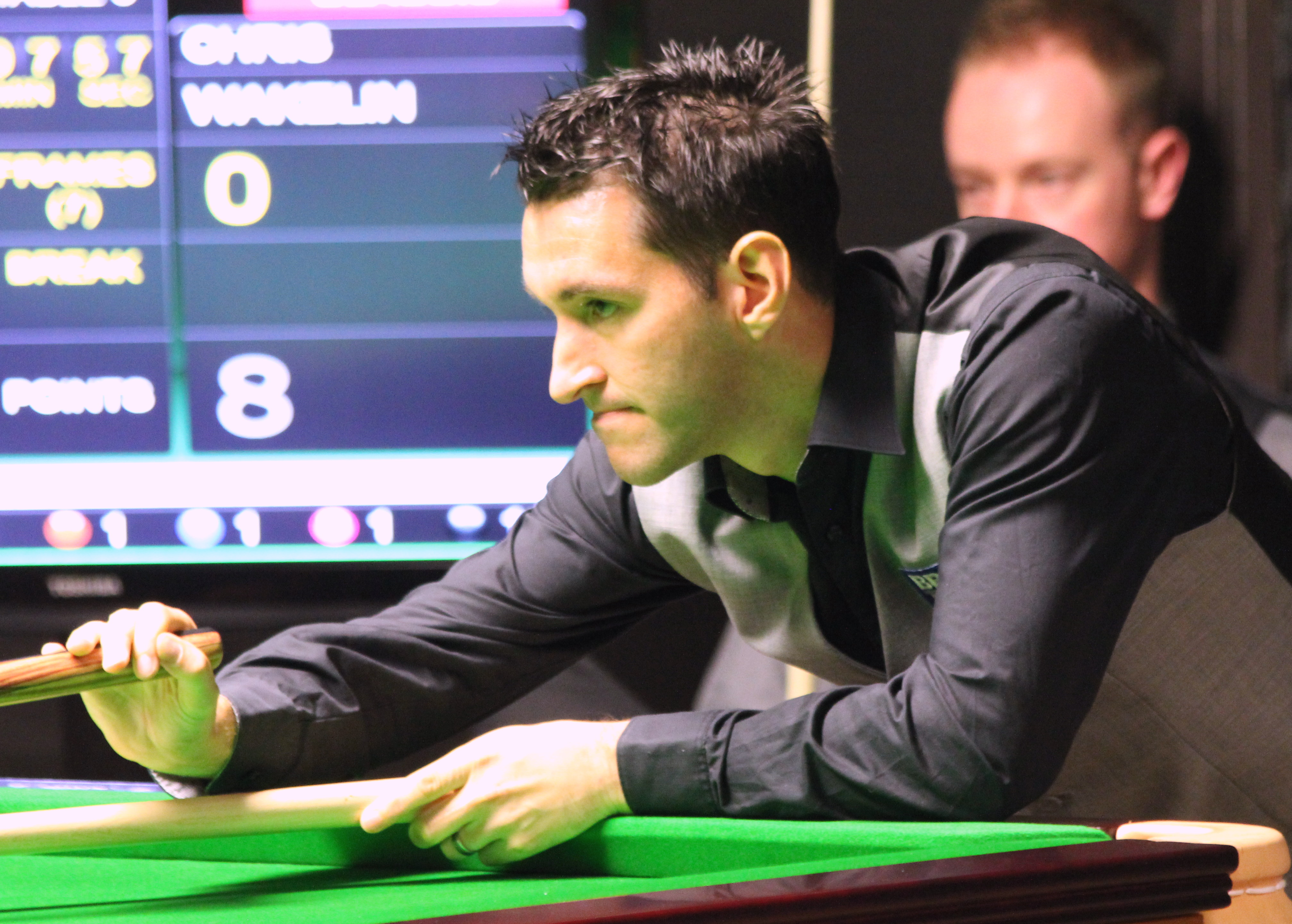
Tom Ford en 2016.

| Saison    | Nom du tournoi         | Lieu      | Finaliste     | Score | Tableau |
| 2007-2008 | Open d'Autriche        | Wels      | Stephen Lee   | 5-4   | Tableau |
| 2010-2011 | Épreuve 3 de Sheffield | Sheffield | Jack Lisowski | 4-0   | Tableau |
| 2011-2012 | Épreuve 5 de Sheffield | Sheffield | Martin Gould  | 4-3   | Tableau |
| 2024-2025 | Snooker Shoot-Out      | Leicester | Liam Graham   | 1-0   | Tableau |

### Finales perdues
| Saison    | Nom du tournoi                                  | Lieu      | Finaliste     | Score | Tableau |
| 2002-2003 | Circuit du challenge (épreuve 1)                | Prestatyn | Chris Melling | 3-6   |         |
| 2010-2011 | 6e épreuve du championnat des joueurs européens | Prague    | Jamie Jones   | 0-3   |         |
| 2015-2016 | Open de Riga                                    | Riga      | Barry Hawkins | 1-4   | Tableau |
| 2016-2017 | Classique Paul Hunter                           | Fürth     | Mark Selby    | 2-4   | Tableau |
| 2017-2018 | Open de Haining                                 | Haining   | Mark Selby    | 1-5   | Tableau |
| 2022-2023 | Masters d'Allemagne                             | Berlin    | Ali Carter    | 3-10  | Tableau |
| 2023-2024 | Championnat international                       | Tianjin   | Zhang Anda    | 6-10  | Tableau |